# Armée belge des partisans
L'armée belge des partisans est un mouvement belge de résistance durant la Seconde Guerre mondiale. Directement issu de la mouvance du Parti communiste de Belgique, il fusionnera en 1941 avec le Front de l'indépendance. Ses membres étaient appelés les « partisans armés ».

## Principaux membres
- Hector Ameye, partisan armé, région du Centre.
- Julien Ameye, instructeur pour la Flandre puis commandant des deux Flandres[1].
- Raoul Baligand, Fondateur, commandant national.
- Henri Buch, responsable national des cadres du Parti communiste de Belgique, commandant national, "Paul"[1].
- Germain De Becker, chef de corps de Louvain, "Gérard"[1].
- Albert De Coninck, commandant du secteur Flandres, "Dirickx"[1].
- Julia De Craecker, courrier, "Elza"[1].
- Joseph David, commandant secteur 7, partisan armé, "Florent"
- Théo Dejace[1].
- Joseph Delhalle, (13 septembre 1912 - 18 mars 1945), partisan armé, commandant de bataillon dans la région de Huy, déporté et décédé à Bergen-Belsen.
- Rosine Delaitte, intendante nationale, "Catherine"[1].
- René Deprez.
- Raymond Dispy, commandant national[1].
- Godefried Dreesen, "Gaston", "Roger"[1].
- Arnaud Fraiteur.
- Willy Frère, adjoint au commandant national pour les relations extérieures, "Latour"[1].
- Vic Goossens, adjoint du commandant de secteur Flandres, "Achille", "Gust"[1].
- Antonina Grégoire, responsable national du renseignement, "Béatrice"[1].
- Suzanne Grégoire.
- Jacques Grippa[1].
- Colonel Guillery, délégué de Londres auprès du F.I., "Nelly"[1].
- Jean Guillissen, responsable de laboratoire (explosifs)[1].
- Jan Guns, chefs de corps du Limbourg[1].
- Nelly Guns, courrier, "Nelly"[1].
- Jacob Gutfraynd, "Albin",commandant le Corps Mobile de Bruxelles (partisans Juifs du M.O.I.)
- Paul Halter, commandant de corps.
- Rosy Hollender, intendante nationale "Simone"
- Eva Hollender, intendante nationale, "Ghislaine"[1].
- Pierre Joye, commandant national[1].
- Joseph Leemans, responsable national aux cadres du PCB[1].
- Alexandre Livchitz.
- Youra Livchitz, déclaré membre des Partisans armés à titre posthume (à la suite de l'attaque du XXe convoi).
- Jean Michel, responsable national de l'armement, "Robert"[1].
- Pr. Nuyens, responsable du F.I. pour la Flandre, "Guido"[1].
- René Joseph Paquay, commandant régional[2].
- Andrée Terfve, secrétaire du commandant national, "Luce"[1].
- Jean Terfve, commandant national, "Radoux", "Charlier"[1].
- Joseph Thonet.
- Victor Thonet, chef de corps de Charleroi[1].
- Camille Van Acker[1].
- Louis Van Brussel, "Jean"[1].
- Simone Van Brussel, courrier, "Jenny"[1].
- Rik Van Ussel, instructeur du PCB pour la Flandre, "Robert"[1].
- Louis Verheyen, chef d'état-major, "Stephan"[1].
- Frans Vleugels, commandant de bataillon du corps de Louvain, "Firmin"[1].
- Fernande Volral
- Jacques Wurth, responsable national de l'armement, "J. L. Baets"[1].
- Ursmar Navez, sabotage voies de chemin de fer "Felix"[1].
- Henri Navez, sabotage voies de chemin de fer [1].
- Roger Manant (1924-1944)[3]
- Irène Borms

- Maurice Varlet, "Commandant Narcisse" du bataillon d'Ecaussinnes, partisan armé du Hainaut
- Léopold Peremans, "Capitaine Auguste" du bataillon de Quenast, partisan armé du Hainaut
- René Patoux, "Commandant Serge" du bataillon d'Ecaussinnes, partisan armé du Hainaut
- Fernand Carlier, "Capitaine Bébert" du bataillon d'Ecaussinnes, partisan armé du Hainaut
- Maurice Fosse, partisan armé du Hainaut
- Raoul Peeters, partisan armé du Hainaut